# ورای تاریکی
ورای تاریکی (انگلیسی: Beyond Darkness) با نام اصلی خانه ۵ (ایتالیایی: La Casa 5) یک فیلم ترسناک ایتالیایی است که در سال ۱۹۹۰ منتشر شد. از بازیگران آن می‌توان به دیوید براندن و مایکل استیونسن اشاره کرد.

## کتابشناسی
- Curti, Roberto (2019). Italian Gothic Horror Films, 1980-1989. McFarland. ISBN 978-1476672434.